# Greasy Grapes
Greasy Grapes es una banda de Rock & Roll nacida en Caracas en el año 2006 cuya influencia principal es la música tradicional del sur de los Estados Unidos. La banda la integran Antonio Romero (Guitarra), Leo Laya (Voz), Alberto Márquez (Bajo) y Rafael Márquez (Batería). Han sido catalogados por la publicación musical Al Borde de L.A como "semillas bastardas del Southern Rock plantadas a la orilla del Caribe'.

## Historia
Su música, interpretada en inglés y español con una estética ambientada en los 70's, ha tenido una respuesta muy favorable dentro de la audiencia venezolana. Lo que los ha llevado a participar en diversos festivales como el  CBGB Fest 2013 en NYC, Waraira Fest 2011, el Anzoátegui TV Fest 2011, el cierre del Union Rock Show 2009, importante festival que presenta agrupaciones seleccionadas por el público a través de votos y en el Circuito Nuevas Bandas, muestra previa al Festival Nuevas Bandas que se realiza anualmente en la ciudad de Caracas y ha sido plataforma de lanzamiento para muchas de las bandas más reconocidas de Venezuela.
Greasy Grapes ha editado de manera independiente tres álbumes Lengua Madre (2013), Headed South (2012) y At the Back of the Hill (2009), discos con temas originales, con sonoridades vintage de variados estilos musicales en una mezcla de rock, soul, blues y country. Los dos primeros álbumes fueron grabados en Caracas por Francisco Domingo en el Taller de Arte Sonoro, producidos y mezclados por Antonio Romero y Rafael Márquez en BeatMakers Studio y masterizados por el reconocido ingeniero Bob Katz en Digital Domain Studios en Orlando, Florida. Durante estas producciones han contado con la participación de músicos invitados como Mauricio Arcas (Maurimix) de Los Amigos Invisibles, Mattia Medina de Charliepapa, Luis Irán de Los Paranoias, Julio Andrade, Noel Mijares, Terry Bonilla, Luisfer Guirados, Alfredo Thomas, Gionathan Maggio, Elys Rendón y Enza Rigano.
Desde el 2009 a raíz del lanzamiento de su primer disco, los sencillos Drawing a smile, Northern light, Seven silver stars y Candles in the rain han sonado en estaciones de radio venezolanas como La Mega y Hot 94. A través de las diversas redes sociales disponibles en la actualidad, Greasy Grapes ha captado público no sólo en Venezuela, sino también en otros países como Estados Unidos y Alemania, entre otros.

## Miembros
- Antonio Romero (guitarra)
- Leo Laya (Voz)
- Alberto Márquez (bajo)
- Rafael Márquez (batería)

### Miembros anteriores
- José Miguel Bermúdez (Voz)
- Luifer Guirados (guitarra)
- Jesús Dávila (batería)

## Discografía

### Lengua Madre (2013)
- 1. Ya no
- 2. Qué forma de vivir ft. Mattia Medina
- 3. Nuestra canción
- 4. Sopla el viento ft. Luis Irán
- 5. Ojos de miel
- 6. Por ti

### Sencillos
- Qué forma de vivir
- Ya no

### Headed south (2012)
- 1. Northern light
- 2. Keep rising
- 3. She fades away
- 4. Kiss me one more time
- 5. Absolute love
- 6. Midnight train
- 7. Drawing a smile
- 8. Oldman
- 9. Ophelia
- 10. Every one of you
- 11. She's a snake

### Sencillos
- Drawing a smile
- Northern light

### At the back of the hill (2009)
- 1. Seven silver stars
- 2. Southern wind
- 3. Boston winter
- 4. Candles in the rain
- 5. Take me to the sky
- 6. Don't you hide
- 7. Falling flames
- 8. It's gonna be alright
- 9. A bend on the road
- 10. We should leave this town
- 11. Blue dreams

### Sencillos
- Seven silver stars
- Candles in the rain